# Karmel Vatik
Karmel Vatik (hebrejsky: כרמל ותיק, doslova Starý Karmel) je čtvrť v jihozápadní části Haify v Izraeli. Nachází se v administrativní oblasti ha-Karmel, v pohoří Karmel.

## Geografie
Leží v nadmořské výšce přes 250 metrů, cca 2,5 kilometru jihozápadně od centra dolního města. Na západě s ní sousedí čtvrť Kababir, na východě Karmel Merkazi, na severu Karmel Cafoni a na severozápadě Karmel Ma'aravi. Na jihu leží čtvrť Karmelija. Zaujímá vrcholové partie nevelké sídelní terasy. Tu ohraničují zalesněná údolí, jimiž protékají vádí. Západně odtud je to vádí Nachal Amik. Hlavní dopravní osou je ulice Sderot ha-Nasi a Sderot Morija, vedoucí severojižním směrem. Z ní tu odbočuje lokální silnice číslo 672 (Sderot ha-Jam). Populace je židovská.